# Quitéria Chagas
Quitéria Oliveira Rodrigues Chagas (Rio de Janeiro, 5 de setembro de 1980) é uma psicóloga, modelo, dançarina e atriz brasileira. Notabilizou-se por sua presença no desfile das escolas de samba do Rio de Janeiro, sendo considerada um dos ícones do carnaval carioca.

## Trajetória
Nasceu e foi criada numa família de classe média da Tijuca, bairro tradicional da zona norte do Rio. Frequenta a passarela da Marquês de Sapucaí desde 1999.
Embora tenha sido anunciada pela imprensa como substituta de Valéria Valenssa como a "Mulata Globeleza" nas vinhetas de carnaval da Rede Globo, Quitéria jamais ocupou tal posto. Em 2003, a modelo apenas participou dos clipes das escolas de sambas que foram produzidos pela emissora, época em que despontou como uma das novas musas do carnaval no Rio de Janeiro.
Participou da novela O Clone, da TV Globo, e foi bailarina dos programas Planeta Xuxa e Domingão do Faustão, da mesma emissora. Também foi assistente de palco do Domingo Legal, apresentado por Gugu Liberato, no SBT. Em 2006, fez parte da minissérie JK. No mesmo ano, fez parte do elenco de Páginas da Vida, interpretando a empregada Dorinha.
Esteve no período de 2006 a 2010, como rainha de bateria do Império Serrano. Voltou a ocupar o posto em 2013 e nos anos de 2019 e 2020. Também exerceu a mesma função, na Águia de Ouro, em 2008. Já em 2009, Quitéria, foi transformada na Cantora Carmen Miranda  pelo fotógrafo Yuri Graneiro para um ensaio fotográfico dentro do Museu Carmen Miranda.
Quitéria foi musa do bloco Cordão da Bola Preta, no Rio de Janeiro, e também já desfilou pela Unidos de Vila Isabel.
Em março de 2020 participou do reality show Made In Japão da RecordTV.
Chegou a anunciar sua aposentadoria do carnaval do Rio de Janeiro, mas retornou ao Império Serrano em 2023, quando completou 20 anos de desfiles pela escola. Ganhou o título de rainha da Império, introduzindo a comissão de frente. Também foi coroada como madrinha da União Cruzmaltina.

## Vida pessoal
É formada em psicologia e também atua como doula, que é a acompanhante de parto. Passou a se interessar nessas áreas em 2014, época em que esteve afastada dos desfiles de carnaval.
Quitéria casou-se com o empresário italiano Francesco Locati, sendo mãe de Elena, nascida em 2015. Reside na Itália, mas costuma vir ao Brasil na época de carnaval.
Em 2023, Quitéria anunciou a morte do marido, vítima de um câncer.

## Prêmios

### 2007
- Tamborim de Ouro (samba no pé feminino)[19]

### 2013
- Troféu Apoteose (melhor rainha de bateria)[20]
- Troféu Jorge Lafond (rainha de bateria)[21]

## Trabalhos na televisão
- 2020 - Made In Japão (RECORD) - Participante
- 2013 - Zorra Total
- 2008 - A Grande Família - Maria
- 2008 - Faça sua História - Selminha
- 2006 - Páginas da Vida - Dorinha
- 2006 - Sob Nova Direção - Djanira
- 2006 - JK - Josephine Bake
- 2003 - Domingo Legal (SBT) - Assistente de Palco
- 2002 - Domingão do Faustão - Bailarina
- 2001 - O Clone - dançarina da boate Nifertiti
- 2000 - Canta e Dança Minha Gente (SBT) - Dançarina